# Basque Korsarioak
Basque Korsarioak ist ein Rugby-Union-Klub aus der spanischen Stadt Donostia-San Sebastián. Das Franchise, das vom Rugbyverein Bera Bera RT geleitet wird, nimmt an der Superibérica de Rugby teil und umfasst als Einzugsgebiet das gesamte Baskenland. Korsarioak ist Baskisch für Korsar.
Die Mannschaft trägt ihre Heimspiele im Miniestadio de Anoeta aus. Die Mannschaftsfarben sind Rot und Dunkelblau.